# Xiaozhaoren
Xiaozhaoren, född 1653, död 1678, var en kinesisk kejsarinna, gift med Kangxi-kejsaren. 
Hon tillhörde manchu-klanen Niuhuru och var dotter till Ebilun, en av de fyra regenterna i Kangxis tidigare förmyndarregering 1661-67. 
Kangxi var tvungen att välja sina kejsarinnor från någon av döttrarna till de fyra regenterna, och det antas därför att Xiaozhaoren blev en av hans gemåler samtidigt som Kangxis första kejsarinna, 1665. Även hennes syster, Wenxi, blev en av Kangxis gemåler. Xiaozhaoren gavs dock ingen titel eller rang. 
Hon nämns första gången då hon år 1677 får titeln och positionen som kejsarinna. Som sådan blev hon överhuvud för kejsarens harem.   